# WTA-seizoen 2014
Het WTA-seizoen in 2014 bestond uit de internationale tennistoernooien die door de WTA werden georganiseerd in het kalenderjaar 2014. In het onderstaande overzicht zijn voor de overzichtelijkheid ook de grandslamtoernooien, de Fed Cup en de Hopman Cup toegevoegd, hoewel deze door de ITF werden georganiseerd.

## Legenda

### Categoriekleuren
| Grandslamtoernooien        |
| Eindejaarskampioenschappen |
| Premier Mandatory          |
| Premier Five               |
| Premier                    |
| International              |
| Challenger                 |
| Toernooien voor teams      |

### Codering
De codering voor het aantal deelnemers is als volgt:
"128S/96Q/64D/32X" betekent:
- 128 deelnemers aan hoofdtoernooi vrouwenenkelspel (S)
- 96 aan het vrouwenkwalificatietoernooi (Q)
- 64 koppels in het vrouwendubbelspel (D)
- 32 koppels in het gemengd dubbelspel (X)

Alle toernooien werden in principe buiten gespeeld, tenzij anders vermeld.
RR = groepswedstrijden, (i) = indoor (overdekt)

## Verschillen met vorig jaar
- Het toernooi van Dallas, dat in 2013 al werd geannuleerd, was in 2014 geheel van de kalender verdwenen.
- De toernooien van Memphis, Palermo en Carlsbad waren van de kalender verdwenen.[1]
- Nieuwe toernooien werden georganiseerd in Rio de Janeiro, Hongkong en Tianjin (allen in de categorie "International") alsmede een "Premier Five"-toernooi in Wuhan. Ter compensatie was de Pan Pacific in Tokio gedegradeerd van "Premier Five"- naar "Premier"-categorie.
- Het toernooi van Istanbul werd hervat, na een onderbreking van drie jaren (2011–2013).
- De volgende (International)toernooien werden in 2014 op een ander moment gehouden dan in 2013: Bogota en Kuala Lumpur waren verplaatst van februari naar april.
- Het toernooi van Birmingham promoveerde naar categorie "Premier".
- Het toernooi van Brussel werd eerst gedegradeerd naar categorie "International", maar vervolgens geheel geannuleerd.
- Het toernooi van Boedapest (Hongarije) werd vervangen door een gelijksoortig toernooi in Boekarest, in buurland Roemenië.
- De toernooien in Acapulco en Katowice schakelden over van gravel naar hardcourt.
- Nieuwe Challengertoernooien werden georganiseerd in Nanchang (China) en Limoges (Frankrijk). De Challengertoernooien van Cali (Colombia) en Nanjing (China) waren na één editie weer van de kalender verdwenen.

## WTA-toernooikalender

### Januari
| Week van              | Toernooi                                                                                                | Winnares                                      | Verliezend finaliste                          | Uitslag finale   |         |
| --------------------- | --- | --------------------------------------------- | --------------------------------------------- | ---------------- | ------- |
| 30 december (2013)    | Hopman Cup Perth, Australië Hopman Cup XXVI AU$1.000.000 - Hardcourt (i) - 8 gemengde teams (RR)        | Frankrijk – Alizé Cornet – Jo-Wilfried Tsonga | Polen – Agnieszka Radwańska – Grzegorz Panfil | 2-1              | details |
| 30 december (2013)    | Brisbane International Brisbane, Australië WTA Premiertoernooi $1.000.000 - Hardcourt - 30S/32Q/16D     | Serena Williams                               | Viktoryja Azarenka                            | 6-4, 7-5         | details |
| 30 december (2013)    | Brisbane International Brisbane, Australië WTA Premiertoernooi $1.000.000 - Hardcourt - 30S/32Q/16D     | Alla Koedrjavtseva Anastasia Rodionova        | Kristina Mladenovic Galina Voskobojeva        | 6-3, 6-1         | details |
| 30 december (2013)    | Shenzhen Open Shenzhen, China WTA Internationaltoernooi $500.000 - Hardcourt - 32S/16Q/16D              | Li Na                                         | Peng Shuai                                    | 6-4, 7-5         | details |
| 30 december (2013)    | Shenzhen Open Shenzhen, China WTA Internationaltoernooi $500.000 - Hardcourt - 32S/16Q/16D              | Monica Niculescu Klára Zakopalová             | Ljoedmyla Kitsjenok Nadija Kitsjenok          | 6-3, 6-4         | details |
| 30 december (2013)    | ASB Classic Auckland, Nieuw-Zeeland WTA Internationaltoernooi $250.000 - Hardcourt - 32S/32Q/16D        | Ana Ivanović                                  | Venus Williams                                | 6-2, 5-7, 6-4    | details |
| 30 december (2013)    | ASB Classic Auckland, Nieuw-Zeeland WTA Internationaltoernooi $250.000 - Hardcourt - 32S/32Q/16D        | Sharon Fichman Maria Sanchez                  | Lucie Hradecká Michaëlla Krajicek             | 2-6, 6-0, [10-4] | details |
| 6 januari             | Apia International Sydney Sydney, Australië WTA Premiertoernooi $710.000 - Hardcourt - 30S/48Q/16D      | Tsvetana Pironkova                            | Angelique Kerber                              | 6-4, 6-4         | details |
| 6 januari             | Apia International Sydney Sydney, Australië WTA Premiertoernooi $710.000 - Hardcourt - 30S/48Q/16D      | Tímea Babos Lucie Šafářová                    | Sara Errani Roberta Vinci                     | 7-5, 3-6, [10-7] | details |
| 6 januari             | Hobart International Hobart, Australië WTA Internationaltoernooi $250.000 - Hardcourt - 32S/32Q/16D     | Garbiñe Muguruza                              | Klára Zakopalová                              | 6-4, 6-0         | details |
| 6 januari             | Hobart International Hobart, Australië WTA Internationaltoernooi $250.000 - Hardcourt - 32S/32Q/16D     | Monica Niculescu Klára Zakopalová             | Lisa Raymond Zhang Shuai                      | 6-2, 6-7, [10-8] | details |
| 13 januari 20 januari | Australian Open Melbourne, Australië ITF Grandslamtoernooi AU$16.500.000 - Hardcourt - 128S/96Q/64D/32X | Li Na                                         | Dominika Cibulková                            | 7-6, 6-0         | details |
| 13 januari 20 januari | Australian Open Melbourne, Australië ITF Grandslamtoernooi AU$16.500.000 - Hardcourt - 128S/96Q/64D/32X | Sara Errani Roberta Vinci                     | Jekaterina Makarova Jelena Vesnina            | 6-4, 3-6, 7-5    | details |
| 13 januari 20 januari | Australian Open Melbourne, Australië ITF Grandslamtoernooi AU$16.500.000 - Hardcourt - 128S/96Q/64D/32X | Kristina Mladenovic Daniel Nestor             | Sania Mirza Horia Tecău                       | 6-3, 6-2         | details |
| 27 januari            | Open GDF Suez Parijs, Frankrijk WTA Premiertoernooi $710.000 - Hardcourt (i) - 28S/32Q/16D              | Anastasija Pavljoetsjenkova                   | Sara Errani                                   | 3-6, 6-2, 6-3    | details |
| 27 januari            | Open GDF Suez Parijs, Frankrijk WTA Premiertoernooi $710.000 - Hardcourt (i) - 28S/32Q/16D              | Anna-Lena Grönefeld Květa Peschke             | Tímea Babos Kristina Mladenovic               | 6-7, 6-4, [10-5] | details |
| 27 januari            | PTT Pattaya Open Pattaya, Thailand WTA Internationaltoernooi $250.000 - Hardcourt - 32S/16Q/16D         | Jekaterina Makarova                           | Karolína Plíšková                             | 6-3, 7-6         | details |
| 27 januari            | PTT Pattaya Open Pattaya, Thailand WTA Internationaltoernooi $250.000 - Hardcourt - 32S/16Q/16D         | Peng Shuai Zhang Shuai                        | Alla Koedrjavtseva Anastasia Rodionova        | 3-6, 7-6, [10-6] | details |

### Februari
| Week van    | Toernooi | Winnares                                                                                      | Verliezend finaliste                      | Uitslag finale   |         |
| ----------- | --- | --------------------------------------------------------------------------------------------- | ----------------------------------------- | ---------------- | ------- |
| 3 februari  | ITF Fed Cup (eerste ronde)                                                                                              | Italië 3–1 Verenigde Staten Australië 4–0 Rusland Tsjechië 3–2 Spanje Duitsland 3–1 Slowakije |                                           |                  | details |
| 10 februari | Qatar Total Open Doha, Qatar WTA Premier Fivetoernooi $2.440.070 - Hardcourt - 56S/32Q/28D                              | Simona Halep                                                                                  | Angelique Kerber                          | 6-2, 6-3         | details |
| 10 februari | Qatar Total Open Doha, Qatar WTA Premier Fivetoernooi $2.440.070 - Hardcourt - 56S/32Q/28D                              | Hsieh Su-wei Peng Shuai                                                                       | Květa Peschke Katarina Srebotnik          | 6-4, 6-0         | details |
| 17 februari | Dubai Duty Free Championships Dubai, Veren. Arabische Emiraten WTA Premiertoernooi $2.000.000 - Hardcourt - 28S/32Q/16D | Venus Williams                                                                                | Alizé Cornet                              | 6-3, 6-0         | details |
| 17 februari | Dubai Duty Free Championships Dubai, Veren. Arabische Emiraten WTA Premiertoernooi $2.000.000 - Hardcourt - 28S/32Q/16D | Alla Koedrjavtseva Anastasia Rodionova                                                        | Raquel Kops-Jones Abigail Spears          | 6-2, 5-7, [10-8] | details |
| 17 februari | Rio Open Rio de Janeiro, Brazilië WTA Internationaltoernooi $250.000 - Gravel - 32S/24Q/16D                             | Kurumi Nara                                                                                   | Klára Zakopalová                          | 6-1, 4-6, 6-1    | details |
| 17 februari | Rio Open Rio de Janeiro, Brazilië WTA Internationaltoernooi $250.000 - Gravel - 32S/24Q/16D                             | Irina-Camelia Begu María Irigoyen                                                             | Johanna Larsson Chanelle Scheepers        | 6-2, 6-0         | details |
| 24 februari | Brasil Tennis Cup Florianópolis, Brazilië WTA Internationaltoernooi $250.000 - Hardcourt - 32S/24Q/16D                  | Klára Zakopalová                                                                              | Garbiñe Muguruza                          | 4-6, 7-5, 6-0    | details |
| 24 februari | Brasil Tennis Cup Florianópolis, Brazilië WTA Internationaltoernooi $250.000 - Hardcourt - 32S/24Q/16D                  | Anabel Medina Garrigues Jaroslava Sjvedova                                                    | Francesca Schiavone Sílvia Soler Espinosa | 7-6, 2-6, [10-3] | details |
| 24 februari | Abierto Mexicano Telcel Acapulco, Mexico WTA Internationaltoernooi $250.000 - Hardcourt - 32S/32Q/16D                   | Dominika Cibulková                                                                            | Christina McHale                          | 7-6, 4-6, 6-4    | details |
| 24 februari | Abierto Mexicano Telcel Acapulco, Mexico WTA Internationaltoernooi $250.000 - Hardcourt - 32S/32Q/16D                   | Kristina Mladenovic Galina Voskobojeva                                                        | Petra Cetkovská Iveta Melzer              | 6-3, 2-6, [10-5] | details |

### Maart
| Week van          | Toernooi | Winnares                                   | Verliezend finaliste               | Uitslag finale   |         |
| ----------------- | --- | ------------------------------------------ | ---------------------------------- | ---------------- | ------- |
| 3 maart 10 maart  | BNP Paribas Open Indian Wells, Verenigde Staten WTA Premier Mandatorytoernooi $5.946.740 - Hardcourt - 96S/48Q/32D | Flavia Pennetta                            | Agnieszka Radwańska                | 6-2, 6-1         | details |
| 3 maart 10 maart  | BNP Paribas Open Indian Wells, Verenigde Staten WTA Premier Mandatorytoernooi $5.946.740 - Hardcourt - 96S/48Q/32D | Hsieh Su-wei Peng Shuai                    | Cara Black Sania Mirza             | 7-6, 6-2         | details |
| 17 maart 24 maart | Sony Open Tennis Miami, Verenigde Staten WTA Premier Mandatorytoernooi $5.427.105 - Hardcourt - 96S/48Q/32D        | Serena Williams                            | Li Na                              | 7-5, 6-1         | details |
| 17 maart 24 maart | Sony Open Tennis Miami, Verenigde Staten WTA Premier Mandatorytoernooi $5.427.105 - Hardcourt - 96S/48Q/32D        | Martina Hingis Sabine Lisicki              | Jekaterina Makarova Jelena Vesnina | 4-6, 6-4, [10-5] | details |
| 31 maart          | Family Circle Cup Charleston, Verenigde Staten WTA Premiertoernooi $710.000 - Gravel - 56S/30Q/16D                 | Andrea Petković                            | Jana Čepelová                      | 7-5, 6-2         | details |
| 31 maart          | Family Circle Cup Charleston, Verenigde Staten WTA Premiertoernooi $710.000 - Gravel - 56S/30Q/16D                 | Anabel Medina Garrigues Jaroslava Sjvedova | Chan Hao-ching Chan Yung-jan       | 7-6, 6-2         | details |
| 31 maart          | Monterrey Open Monterrey, Mexico WTA Internationaltoernooi $500.000 - Hardcourt - 32S/32Q/16D                      | Ana Ivanović                               | Jovana Jakšić                      | 6-2, 6-1         | details |
| 31 maart          | Monterrey Open Monterrey, Mexico WTA Internationaltoernooi $500.000 - Hardcourt - 32S/32Q/16D                      | Darija Jurak Megan Moulton-Levy            | Tímea Babos Volha Havartsova       | 7-6, 3-6, [11-9] | details |

### April
| Week van | Toernooi | Winnares                                    | Verliezend finaliste             | Uitslag finale   |         |
| -------- | --- | ------------------------------------------- | -------------------------------- | ---------------- | ------- |
| 7 april  | BNP Paribas Katowice Open Katowice, Polen WTA Internationaltoernooi $250.000 - Hardcourt (i) - 32S/32Q/16D       | Alizé Cornet                                | Camila Giorgi                    | 7-6, 5-7, 7-5    | details |
| 7 april  | BNP Paribas Katowice Open Katowice, Polen WTA Internationaltoernooi $250.000 - Hardcourt (i) - 32S/32Q/16D       | Joelija Bejhelzymer Olha Savtsjoek          | Klára Koukalová Monica Niculescu | 6-4, 5-7, [10-7] | details |
| 7 april  | Claro Open Colsanitas Bogota, Colombia WTA Internationaltoernooi $250.000 - Gravel - 32S/32Q/16D                 | Caroline Garcia                             | Jelena Janković                  | 6-3, 6-4         | details |
| 7 april  | Claro Open Colsanitas Bogota, Colombia WTA Internationaltoernooi $250.000 - Gravel - 32S/32Q/16D                 | Lara Arruabarrena Caroline Garcia           | Vania King Chanelle Scheepers    | 7-6, 6-4         | details |
| 14 april | ITF Fed Cup (halve finale)                                                                                       | Tsjechië 4–0 Italië Duitsland 3–1 Australië |                                  |                  | details |
| 14 april | BMW Malaysian Open Kuala Lumpur, Maleisië WTA Internationaltoernooi $250.000 - Hardcourt - 32S/24Q/16D           | Donna Vekić                                 | Dominika Cibulková               | 5-7, 7-5, 7-6    | details |
| 14 april | BMW Malaysian Open Kuala Lumpur, Maleisië WTA Internationaltoernooi $250.000 - Hardcourt - 32S/24Q/16D           | Tímea Babos Chan Hao-ching                  | Chan Yung-jan Zheng Saisai       | 6-3, 6-4         | details |
| 21 april | Porsche Tennis Grand Prix Stuttgart, Duitsland WTA Premiertoernooi $710.000 - Gravel (i) - 28S/32Q/16D           | Maria Sjarapova                             | Ana Ivanović                     | 3-6, 6-4, 6-1    | details |
| 21 april | Porsche Tennis Grand Prix Stuttgart, Duitsland WTA Premiertoernooi $710.000 - Gravel (i) - 28S/32Q/16D           | Sara Errani Roberta Vinci                   | Cara Black Sania Mirza           | 6-2, 6-3         | details |
| 21 april | GP de SAR La Princesse Lalla Meryem Marrakesh, Marokko WTA Internationaltoernooi $250.000 - Gravel - 32S/32Q/16D | María Teresa Torró Flor                     | Romina Oprandi                   | 6-3, 3-6, 6-3    | details |
| 21 april | GP de SAR La Princesse Lalla Meryem Marrakesh, Marokko WTA Internationaltoernooi $250.000 - Gravel - 32S/32Q/16D | Garbiñe Muguruza Romina Oprandi             | Katarzyna Piter Maryna Zanevska  | 4-6, 6-2, [11-9] | details |
| 28 april | Portugal Open Oeiras, Portugal WTA Internationaltoernooi $250.000 - Gravel - 32S/32Q/16D                         | Carla Suárez Navarro                        | Svetlana Koeznetsova             | 6-4, 3-6, 6-4    | details |
| 28 april | Portugal Open Oeiras, Portugal WTA Internationaltoernooi $250.000 - Gravel - 32S/32Q/16D                         | Cara Black Sania Mirza                      | Eva Hrdinová Valerija Solovjeva  | 6-4, 6-3         | details |

### Mei
| Week van      | Toernooi | Winnares                              | Verliezend finaliste                  | Uitslag finale   |         |
| ------------- | --- | ------------------------------------- | ------------------------------------- | ---------------- | ------- |
| 5 mei         | Mutua Madrid Open Madrid, Spanje WTA Premier Mandatorytoernooi €3.671.405 - Gravel - 64S/32Q/28D              | Maria Sjarapova                       | Simona Halep                          | 1-6, 6-2, 6-3    | details |
| 5 mei         | Mutua Madrid Open Madrid, Spanje WTA Premier Mandatorytoernooi €3.671.405 - Gravel - 64S/32Q/28D              | Sara Errani Roberta Vinci             | Garbiñe Muguruza Carla Suárez Navarro | 6-4, 6-3         | details |
| 12 mei        | Internazionali BNL d'Italia Rome, Italië WTA Premier Fivetoernooi $2.628.000 - Gravel - 56S/32Q/28D           | Serena Williams                       | Sara Errani                           | 6-3, 6-0         | details |
| 12 mei        | Internazionali BNL d'Italia Rome, Italië WTA Premier Fivetoernooi $2.628.000 - Gravel - 56S/32Q/28D           | Květa Peschke Katarina Srebotnik      | Sara Errani Roberta Vinci             | 4-0, opg.        | details |
| 19 mei        | Internationaux de Strasbourg Straatsburg, Frankrijk WTA Internationaltoernooi $250.000 - Gravel - 32S/32Q/16D | Mónica Puig                           | Sílvia Soler Espinosa                 | 6-4, 6-3         | details |
| 19 mei        | Internationaux de Strasbourg Straatsburg, Frankrijk WTA Internationaltoernooi $250.000 - Gravel - 32S/32Q/16D | Ashleigh Barty Casey Dellacqua        | Tatiana Búa Daniela Seguel            | 4-6, 7-5, [10-4] | details |
| 19 mei        | Nürnberger Versicherungscup Neurenberg, Duitsland WTA Internationaltoernooi $250.000 - Gravel - 32S/16Q/16D   | Eugenie Bouchard                      | Karolína Plíšková                     | 6-2, 4-6, 6-3    | details |
| 19 mei        | Nürnberger Versicherungscup Neurenberg, Duitsland WTA Internationaltoernooi $250.000 - Gravel - 32S/16Q/16D   | Michaëlla Krajicek Karolína Plíšková  | Raluca Olaru Shahar Peer              | 6-0, 4-6, [10-6] | details |
| 26 mei 2 juni | Roland Garros Parijs, Frankrijk ITF Grandslamtoernooi €12.500.000 - Gravel - 128S/96Q/64D/32X                 | Maria Sjarapova                       | Simona Halep                          | 6-4, 6-7, 6-4    | details |
| 26 mei 2 juni | Roland Garros Parijs, Frankrijk ITF Grandslamtoernooi €12.500.000 - Gravel - 128S/96Q/64D/32X                 | Hsieh Su-wei Peng Shuai               | Sara Errani Roberta Vinci             | 6-4, 6-1         | details |
| 26 mei 2 juni | Roland Garros Parijs, Frankrijk ITF Grandslamtoernooi €12.500.000 - Gravel - 128S/96Q/64D/32X                 | Anna-Lena Grönefeld Jean-Julien Rojer | Julia Görges Nenad Zimonjić           | 4-6, 6-2, [10-7] | details |

### Juni
| Week van        | Toernooi                                                                                              | Winnares                               | Verliezend finaliste                   | Uitslag finale   |         |
| --------------- | --- | -------------------------------------- | -------------------------------------- | ---------------- | ------- |
| 9 juni          | Aegon Classic Birmingham, Verenigd Koninkrijk WTA Premiertoernooi $710.000 - Gras - 56S/32Q/16D       | Ana Ivanović                           | Barbora Záhlavová-Strýcová             | 6-3, 6-2         | details |
| 9 juni          | Aegon Classic Birmingham, Verenigd Koninkrijk WTA Premiertoernooi $710.000 - Gras - 56S/32Q/16D       | Raquel Kops-Jones Abigail Spears       | Ashleigh Barty Casey Dellacqua         | 7-6, 6-1         | details |
| 16 juni         | Aegon International Eastbourne, Verenigd Koninkrijk WTA Premiertoernooi $710.000 - Gras - 32S/32Q/16D | Madison Keys                           | Angelique Kerber                       | 6-3, 3-6, 7-5    | details |
| 16 juni         | Aegon International Eastbourne, Verenigd Koninkrijk WTA Premiertoernooi $710.000 - Gras - 32S/32Q/16D | Chan Hao-ching Chan Yung-jan           | Martina Hingis Flavia Pennetta         | 6-3, 5-7, [10-7] | details |
| 16 juni         | Topshelf Open Rosmalen, Nederland WTA Internationaltoernooi $250.000 - Gras - 32S/16Q/16D             | Coco Vandeweghe                        | Zheng Jie                              | 6-2, 6-4         | details |
| 16 juni         | Topshelf Open Rosmalen, Nederland WTA Internationaltoernooi $250.000 - Gras - 32S/16Q/16D             | Marina Erakovic Arantxa Parra Santonja | Michaëlla Krajicek Kristina Mladenovic | 0-6, 7-6, [10-8] | details |
| 23 juni 30 juni | Wimbledon Londen, Verenigd Koninkrijk ITF Grandslamtoernooi £12.500.000 - Gras - 128S/96Q/64D/48X     | Petra Kvitová                          | Eugenie Bouchard                       | 6-3, 6-0         | details |
| 23 juni 30 juni | Wimbledon Londen, Verenigd Koninkrijk ITF Grandslamtoernooi £12.500.000 - Gras - 128S/96Q/64D/48X     | Sara Errani Roberta Vinci              | Tímea Babos Kristina Mladenovic        | 6-1, 6-3         | details |
| 23 juni 30 juni | Wimbledon Londen, Verenigd Koninkrijk ITF Grandslamtoernooi £12.500.000 - Gras - 128S/96Q/64D/48X     | Samantha Stosur Nenad Zimonjić         | Chan Hao-ching Maks Mirni              | 6-4, 6-2         | details |

### Juli
| Week van | Toernooi | Winnares                               | Verliezend finaliste                   | Uitslag finale   |         |
| -------- | --- | -------------------------------------- | -------------------------------------- | ---------------- | ------- |
| 7 juli   | Bucharest Open Boekarest, Roemenië WTA Internationaltoernooi $250.000 - Gravel - 32S/32Q/16D                | Simona Halep                           | Roberta Vinci                          | 6-1, 6-3         | details |
| 7 juli   | Bucharest Open Boekarest, Roemenië WTA Internationaltoernooi $250.000 - Gravel - 32S/32Q/16D                | Elena Bogdan Alexandra Cadanțu         | Çağla Büyükakçay Karin Knapp           | 6-4, 3-6, [10-5] | details |
| 7 juli   | Nürnberger Gastein Ladies Bad Gastein, Oostenrijk WTA Internationaltoernooi $250.000 - Gravel - 32S/24Q/16D | Andrea Petković                        | Shelby Rogers                          | 6-3, 6-3         | details |
| 7 juli   | Nürnberger Gastein Ladies Bad Gastein, Oostenrijk WTA Internationaltoernooi $250.000 - Gravel - 32S/24Q/16D | Karolína Plíšková Kristýna Plíšková    | Andreja Klepač María Teresa Torró Flor | 4-6, 6-3, [10-6] | details |
| 14 juli  | Collector Swedish Open Båstad, Zweden WTA Internationaltoernooi $250.000 - Gravel - 32S/24Q/16D             | Mona Barthel                           | Chanelle Scheepers                     | 6-3, 7-6         | details |
| 14 juli  | Collector Swedish Open Båstad, Zweden WTA Internationaltoernooi $250.000 - Gravel - 32S/24Q/16D             | Andreja Klepač María Teresa Torró Flor | Jocelyn Rae Anna Smith                 | 6-1, 6-1         | details |
| 14 juli  | Istanbul Cup Istanbul, Turkije WTA Internationaltoernooi $250.000 - Hardcourt - 32S/24Q/16D                 | Caroline Wozniacki                     | Roberta Vinci                          | 6-1, 6-1         | details |
| 14 juli  | Istanbul Cup Istanbul, Turkije WTA Internationaltoernooi $250.000 - Hardcourt - 32S/24Q/16D                 | Misaki Doi Elina Svitolina             | Oksana Kalasjnikova Paula Kania        | 6-4, 6-0         | details |
| 21 juli  | Baku Cup Bakoe, Azerbeidzjan WTA Internationaltoernooi $250.000 - Hardcourt - 32S/24Q/15D                   | Elina Svitolina                        | Bojana Jovanovski                      | 6-1, 7-6         | details |
| 21 juli  | Baku Cup Bakoe, Azerbeidzjan WTA Internationaltoernooi $250.000 - Hardcourt - 32S/24Q/15D                   | Aleksandra Panova Heather Watson       | Raluca Olaru Shahar Peer               | 6-2, 7-6         | details |
| 21 juli  | Jiangxi Int'l Women's Tennis Open Nanchang, China WTA Challengertoernooi $125.000 - Hardcourt - 32S/16Q/16D | Peng Shuai                             | Liu Fangzhou                           | 6-2, 3-6, 6-3    | details |
| 21 juli  | Jiangxi Int'l Women's Tennis Open Nanchang, China WTA Challengertoernooi $125.000 - Hardcourt - 32S/16Q/16D | Chuang Chia-jung Junri Namigata        | Chan Chin-wei Xu Yifan                 | 7-6, 6-3         | details |
| 28 juli  | Bank of the West Classic Stanford, Verenigde Staten WTA Premiertoernooi $710.000 - Hardcourt - 28S/16Q/16D  | Serena Williams                        | Angelique Kerber                       | 7-6, 6-3         | details |
| 28 juli  | Bank of the West Classic Stanford, Verenigde Staten WTA Premiertoernooi $710.000 - Hardcourt - 28S/16Q/16D  | Garbiñe Muguruza Carla Suárez Navarro  | Paula Kania Kateřina Siniaková         | 6-2, 4-6, [10-5] | details |
| 28 juli  | Citi Open Washington, Verenigde Staten WTA Internationaltoernooi $250.000 - Hardcourt - 32S/16Q/14D         | Svetlana Koeznetsova                   | Kurumi Nara                            | 6-3, 4-6, 6-4    | details |
| 28 juli  | Citi Open Washington, Verenigde Staten WTA Internationaltoernooi $250.000 - Hardcourt - 32S/16Q/14D         | Shuko Aoyama Gabriela Dabrowski        | Hiroko Kuwata Kurumi Nara              | 6-1, 6-2         | details |

### Augustus
| Week van                | Toernooi | Winnares                             | Verliezend finaliste                   | Uitslag finale   |         |
| ----------------------- | --- | ------------------------------------ | -------------------------------------- | ---------------- | ------- |
| 4 augustus              | Rogers Cup Montréal, Canada WTA Premier Fivetoernooi $2.440.070 - Hardcourt - 56S/48Q/28D                          | Agnieszka Radwańska                  | Venus Williams                         | 6-4, 6-2         | details |
| 4 augustus              | Rogers Cup Montréal, Canada WTA Premier Fivetoernooi $2.440.070 - Hardcourt - 56S/48Q/28D                          | Sara Errani Roberta Vinci            | Cara Black Sania Mirza                 | 7-6, 6-3         | details |
| 11 augustus             | Western & Southern Open Cincinnati, Verenigde Staten WTA Premier Fivetoernooi $2.567.000 - Hardcourt - 56S/48Q/28D | Serena Williams                      | Ana Ivanović                           | 6-4, 6-1         | details |
| 11 augustus             | Western & Southern Open Cincinnati, Verenigde Staten WTA Premier Fivetoernooi $2.567.000 - Hardcourt - 56S/48Q/28D | Raquel Kops-Jones Abigail Spears     | Tímea Babos Kristina Mladenovic        | 6-1, 2-0, opg.   | details |
| 18 augustus             | Connecticut Open New Haven, Verenigde Staten WTA Premiertoernooi $710.000 - Hardcourt - 30S/48Q/16D                | Petra Kvitová                        | Magdaléna Rybáriková                   | 6-4, 6-2         | details |
| 18 augustus             | Connecticut Open New Haven, Verenigde Staten WTA Premiertoernooi $710.000 - Hardcourt - 30S/48Q/16D                | Andreja Klepač Sílvia Soler Espinosa | Marina Erakovic Arantxa Parra Santonja | 7-5, 4-6, [10-7] | details |
| 25 augustus 1 september | US Open New York, Verenigde Staten ITF Grandslamtoernooi $19.150.000 - Hardcourt - 128S/128Q/64D/32X               | Serena Williams                      | Caroline Wozniacki                     | 6-3, 6-3         | details |
| 25 augustus 1 september | US Open New York, Verenigde Staten ITF Grandslamtoernooi $19.150.000 - Hardcourt - 128S/128Q/64D/32X               | Jekaterina Makarova Jelena Vesnina   | Martina Hingis Flavia Pennetta         | 2-6, 6-3, 6-2    | details |
| 25 augustus 1 september | US Open New York, Verenigde Staten ITF Grandslamtoernooi $19.150.000 - Hardcourt - 128S/128Q/64D/32X               | Sania Mirza Bruno Soares             | Abigail Spears Santiago González       | 6-1, 2-6, [11-9] | details |

### September
| Week van     | Toernooi                                                                                                   | Winnares                             | Verliezend finaliste                  | Uitslag finale    |         |
| ------------ | --- | ------------------------------------ | ------------------------------------- | ----------------- | ------- |
| 1 september  | Huangcangyu Suzhou Ladies Open Suzhou, China WTA Challengertoernooi $125.000 - Hardcourt - 32S/0Q/16D      | Anna-Lena Friedsam                   | Duan Yingying                         | 6-1, 6-3          | details |
| 1 september  | Huangcangyu Suzhou Ladies Open Suzhou, China WTA Challengertoernooi $125.000 - Hardcourt - 32S/0Q/16D      | Chan Chin-wei Chuang Chia-jung       | Misa Eguchi Eri Hozumi                | 6-1, 3-6, [10-7]  | details |
| 8 september  | Coupe Banque Nationale Québec, Canada WTA Internationaltoernooi $250.000 - Hardcourt (i) - 32S/24Q/16D     | Mirjana Lučić-Baroni                 | Venus Williams                        | 6-4, 6-3          | details |
| 8 september  | Coupe Banque Nationale Québec, Canada WTA Internationaltoernooi $250.000 - Hardcourt (i) - 32S/24Q/16D     | Lucie Hradecká Mirjana Lučić-Baroni  | Julia Görges Andrea Hlaváčková        | 6-3, 7-6          | details |
| 8 september  | Hong Kong Open Hongkong, China WTA Internationaltoernooi $250.000 - Hardcourt - 32S/32Q/16D                | Sabine Lisicki                       | Karolína Plíšková                     | 7-5, 6-3          | details |
| 8 september  | Hong Kong Open Hongkong, China WTA Internationaltoernooi $250.000 - Hardcourt - 32S/32Q/16D                | Karolína Plíšková Kristýna Plíšková  | Patricia Mayr Arina Rodionova         | 6-4, 0-6, [10-7]  | details |
| 8 september  | Tashkent Open Tasjkent, Oezbekistan WTA Internationaltoernooi $250.000 - Hardcourt - 32S/16Q/16D           | Karin Knapp                          | Bojana Jovanovski                     | 6-2, 7-6          | details |
| 8 september  | Tashkent Open Tasjkent, Oezbekistan WTA Internationaltoernooi $250.000 - Hardcourt - 32S/16Q/16D           | Aleksandra Krunić Kateřina Siniaková | Margarita Gasparjan Aleksandra Panova | 6-2, 6-1          | details |
| 15 september | Toray Pan Pacific Open Tokio, Japan WTA Premiertoernooi $1.000.000 - Hardcourt - 28S/32Q/16D               | Ana Ivanović                         | Caroline Wozniacki                    | 6-2, 7-6          | details |
| 15 september | Toray Pan Pacific Open Tokio, Japan WTA Premiertoernooi $1.000.000 - Hardcourt - 28S/32Q/16D               | Cara Black Sania Mirza               | Garbiñe Muguruza Carla Suárez Navarro | 6-2, 7-5          | details |
| 15 september | Guangzhou International Open Guangzhou, China WTA Internationaltoernooi $500.000 - Hardcourt - 32S/18Q/13D | Monica Niculescu                     | Alizé Cornet                          | 6-4, 6-0          | details |
| 15 september | Guangzhou International Open Guangzhou, China WTA Internationaltoernooi $500.000 - Hardcourt - 32S/18Q/13D | Chuang Chia-jung Liang Chen          | Alizé Cornet Magda Linette            | 2-6, 7-6, [10-7]  | details |
| 15 september | Korea Open Seoel, Zuid-Korea WTA Internationaltoernooi $500.000 - Hardcourt - 32S/31Q/16D                  | Karolína Plíšková                    | Varvara Lepchenko                     | 6-3, 6-7, 6-2     | details |
| 15 september | Korea Open Seoel, Zuid-Korea WTA Internationaltoernooi $500.000 - Hardcourt - 32S/31Q/16D                  | Lara Arruabarrena Irina-Camelia Begu | Mona Barthel Mandy Minella            | 6-3, 6-3          | details |
| 22 september | Wuhan Open Wuhan, China WTA Premier Fivetoernooi $2.440.070 - Hardcourt - 56S/32Q/28D                      | Petra Kvitová                        | Eugenie Bouchard                      | 6-3, 6-4          | details |
| 22 september | Wuhan Open Wuhan, China WTA Premier Fivetoernooi $2.440.070 - Hardcourt - 56S/32Q/28D                      | Martina Hingis Flavia Pennetta       | Cara Black Caroline Garcia            | 6-4, 5-7, [12-10] | details |
| 29 september | China Open Peking, China WTA Premier Mandatorytoernooi $5.427.105 - Hardcourt - 60S/32Q/28D                | Maria Sjarapova                      | Petra Kvitová                         | 6-4, 2-6, 6-3     | details |
| 29 september | China Open Peking, China WTA Premier Mandatorytoernooi $5.427.105 - Hardcourt - 60S/32Q/28D                | Andrea Hlaváčková Peng Shuai         | Cara Black Sania Mirza                | 6-4, 6-4          | details |

### Oktober
| Week van   | Toernooi | Winnares                               | Verliezend finaliste                   | Uitslag finale   |         |
| ---------- | --- | -------------------------------------- | -------------------------------------- | ---------------- | ------- |
| 6 oktober  | Generali Ladies Linz Linz, Oostenrijk WTA Internationaltoernooi $250.000 - Hardcourt (i) - 32S/32Q/16D                | Karolína Plíšková                      | Camila Giorgi                          | 6-7, 6-3, 7-6    | details |
| 6 oktober  | Generali Ladies Linz Linz, Oostenrijk WTA Internationaltoernooi $250.000 - Hardcourt (i) - 32S/32Q/16D                | Raluca Olaru Anna Tatishvili           | Annika Beck Caroline Garcia            | 6-2, 6-1         | details |
| 6 oktober  | Japan Women's Open Osaka, Japan WTA Internationaltoernooi $250.000 - Hardcourt - 32S/32Q/16D                          | Samantha Stosur                        | Zarina Diyas                           | 7-6, 6-3         | details |
| 6 oktober  | Japan Women's Open Osaka, Japan WTA Internationaltoernooi $250.000 - Hardcourt - 32S/32Q/16D                          | Shuko Aoyama Renata Voráčová           | Lara Arruabarrena Tatjana Maria        | 6-1, 6-2         | details |
| 6 oktober  | Tianjin Open Tianjin, China WTA Internationaltoernooi $250.000 - Hardcourt - 32S/28Q/16D                              | Alison Riske                           | Belinda Bencic                         | 6-3, 6-4         | details |
| 6 oktober  | Tianjin Open Tianjin, China WTA Internationaltoernooi $250.000 - Hardcourt - 32S/28Q/16D                              | Alla Koedrjavtseva Anastasia Rodionova | Sorana Cîrstea Andreja Klepač          | 6-7, 6-2, [10-8] | details |
| 13 oktober | Kremlin Cup Moskou, Rusland WTA Premiertoernooi $710.000 - Hardcourt (i) - 28S/32Q/16D                                | Anastasija Pavljoetsjenkova            | Irina-Camelia Begu                     | 6-4, 5-7, 6-1    | details |
| 13 oktober | Kremlin Cup Moskou, Rusland WTA Premiertoernooi $710.000 - Hardcourt (i) - 28S/32Q/16D                                | Martina Hingis Flavia Pennetta         | Caroline Garcia Arantxa Parra Santonja | 6-3, 7-5         | details |
| 13 oktober | BGL BNP Paribas Luxembourg Open Luxemburg, Luxemburg WTA Internationaltoernooi $250.000 - Hardcourt (i) - 32S/32Q/16D | Annika Beck                            | Barbora Záhlavová-Strýcová             | 6-2, 6-1         | details |
| 13 oktober | BGL BNP Paribas Luxembourg Open Luxemburg, Luxemburg WTA Internationaltoernooi $250.000 - Hardcourt (i) - 32S/32Q/16D | Timea Bacsinszky Kristina Barrois      | Lucie Hradecká Barbora Krejčíková      | 3-6, 6-4, [10-4] | details |
| 20 oktober | WTA Finals Singapore Officieus wereldkampioenschap $6.500.000 - Hardcourt (i) - 8S(RR)/8D                             | Serena Williams                        | Simona Halep                           | 6-3, 6-0         | details |
| 20 oktober | WTA Finals Singapore Officieus wereldkampioenschap $6.500.000 - Hardcourt (i) - 8S(RR)/8D                             | Cara Black Sania Mirza                 | Hsieh Su-wei Peng Shuai                | 6-1, 6-0         | details |
| 27 oktober | Yinzhou Bank Tennis Open Ningbo, China WTA Challengertoernooi $125.000 - Hardcourt - 32S/16Q/16D                      | Magda Linette                          | Wang Qiang                             | 3-6, 7-5, 6-1    | details |
| 27 oktober | Yinzhou Bank Tennis Open Ningbo, China WTA Challengertoernooi $125.000 - Hardcourt - 32S/16Q/16D                      | Arina Rodionova Olha Savtsjoek         | Han Xinyun Zhang Kailin                | 4-6, 7-6, [10-6] | details |
| 27 oktober | Tournament of Champions Sofia, Bulgarije Eindejaarskampioenschap $750.000 - Hardcourt (i) - 8S(RR)                    | Andrea Petković                        | Flavia Pennetta                        | 1-6, 6-4, 6-3    | details |

### November en december
| Week van   | Toernooi                                                                                                 | Winnares                           | Verliezend finaliste            | Uitslag finale   |         |
| ---------- | --- | ---------------------------------- | ------------------------------- | ---------------- | ------- |
| 3 november | Fed Cup (finale)                                                                                         | Tsjechië                           | Duitsland                       | 3-1              | details |
| 3 november | Taipei WTA Challenger Taipei, Taiwan WTA Challengertoernooi $125.000 - Tapijt (i) - 32S/16Q/16D          | Vitalia Djatsjenko                 | Chan Yung-jan                   | 1-6, 6-2, 6-4    | details |
| 3 november | Taipei WTA Challenger Taipei, Taiwan WTA Challengertoernooi $125.000 - Tapijt (i) - 32S/16Q/16D          | Chan Hao-ching Chan Yung-jan       | Chang Kai-chen Chuang Chia-jung | 6-4, 6-3         | details |
| 3 november | Open GDF Suez de Limoges Limoges, Frankrijk WTA Challengertoernooi $125.000 - Hardcourt (i) - 32S/16Q/8D | Tereza Smitková                    | Kristina Mladenovic             | 7-6, 7-5         | details |
| 3 november | Open GDF Suez de Limoges Limoges, Frankrijk WTA Challengertoernooi $125.000 - Hardcourt (i) - 32S/16Q/8D | Kateřina Siniaková Renata Voráčová | Tímea Babos Kristina Mladenovic | 2-6, 6-2, [10-5] | details |

In de rest van november en in december werden traditiegetrouw geen WTA-toernooien georganiseerd.

## Primeurs
Speelsters die in 2014 hun eerste WTA-enkelspeltitel wonnen:
- Tsvetana Pironkova (Bulgarije) in Sydney, Australië
- Garbiñe Muguruza (Spanje) in Hobart, Australië
- Kurumi Nara (Japan) in Rio de Janeiro, Brazilië
- Caroline Garcia (Frankrijk) in Bogota, Colombia
- Donna Vekić (Kroatië) in Kuala Lumpur, Maleisië
- María Teresa Torró Flor (Spanje) in Marrakesh, Marokko
- Carla Suárez Navarro (Spanje) in Oeiras, Portugal
- Mónica Puig (Puerto Rico) in Straatsburg, Frankrijk
- Eugenie Bouchard (Canada) in Neurenberg, Duitsland
- Madison Keys (VS) in Eastbourne, Engeland
- Coco Vandeweghe (VS) in Rosmalen, Nederland
- Peng Shuai (China) in Nanchang, China
- Anna-Lena Friedsam (Duitsland) in Suzhou, China
- Karin Knapp (Italië) in Tasjkent, Oezbekistan
- Alison Riske (VS) in Tianjin, China
- Annika Beck (Duitsland) in Luxemburg
- Magda Linette (Polen) in Ningbo, China
- Vitalia Djatsjenko (Rusland) in Taipei, Taiwan
- Tereza Smitková (Tsjechië) in Limoges, Frankrijk